# Rocca Canavese
Rocca Canavese (La Ròca in piemontese) è un comune italiano di 1 717 abitanti della città metropolitana di Torino in Piemonte.

## Geografia fisica
Il comune di Rocca Canavese è situato a circa 30 chilometri a nord dal capoluogo piemontese, Torino.
Si raggiunge, passando attraverso le colline moreniche delle Vaude, dopo aver abbandonato la tangenziale di Torino: è allora che si affrontano i rilievi dell'alta valle del Malone.
Faggi, betulle, castagni, pioppi accolgono il visitatore per vedere le caratteristiche del paese: un antico borgo, i ruderi di un castello ed una cappella dell'XI secolo, il campanile romanico del cimitero, un ponte di arcaica fattura risalente al 1722, che sormonta il torrente. 
Sullo sfondo risaltano i verdi colli, appoggiati a montagne innevate.
Al paese, che si trova a 420 metri sul livello del mare, appartengono 82 borgate e molte case sparse disseminate sulle colline e lungo le vie che conducono a Levone, a Barbania, a Corio e a Cirié. Il torrente Malone rinfresca e cinge il lato meridionale del paese, dietro il quale sorgono alcune collinette poste a corona dell'antico borgo, che giace all'interno di una conca naturale ai piedi di una elevazione prealpina, il Monte Sepegna.

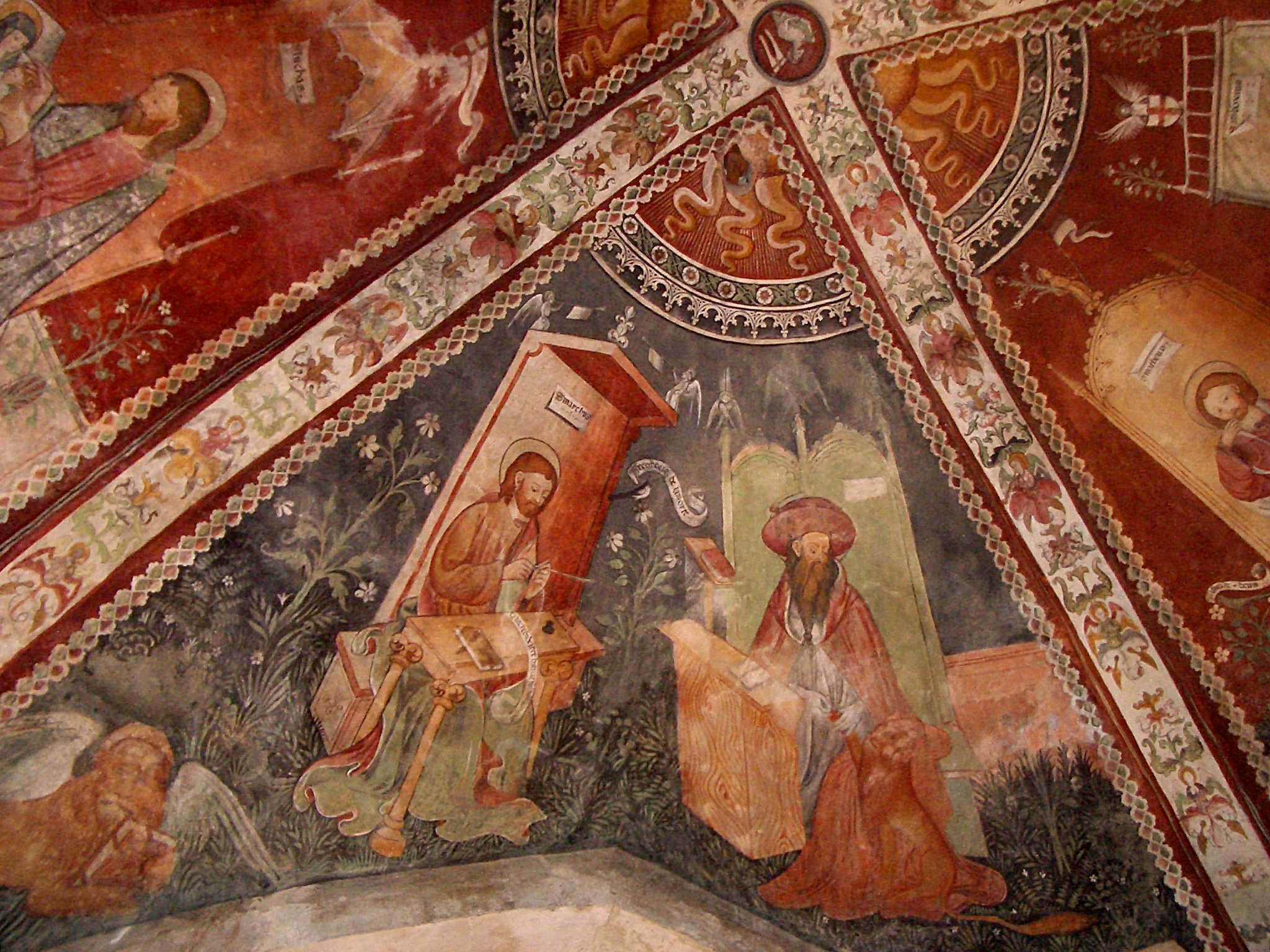
Chiesa di S. Croce: affreschi della volta

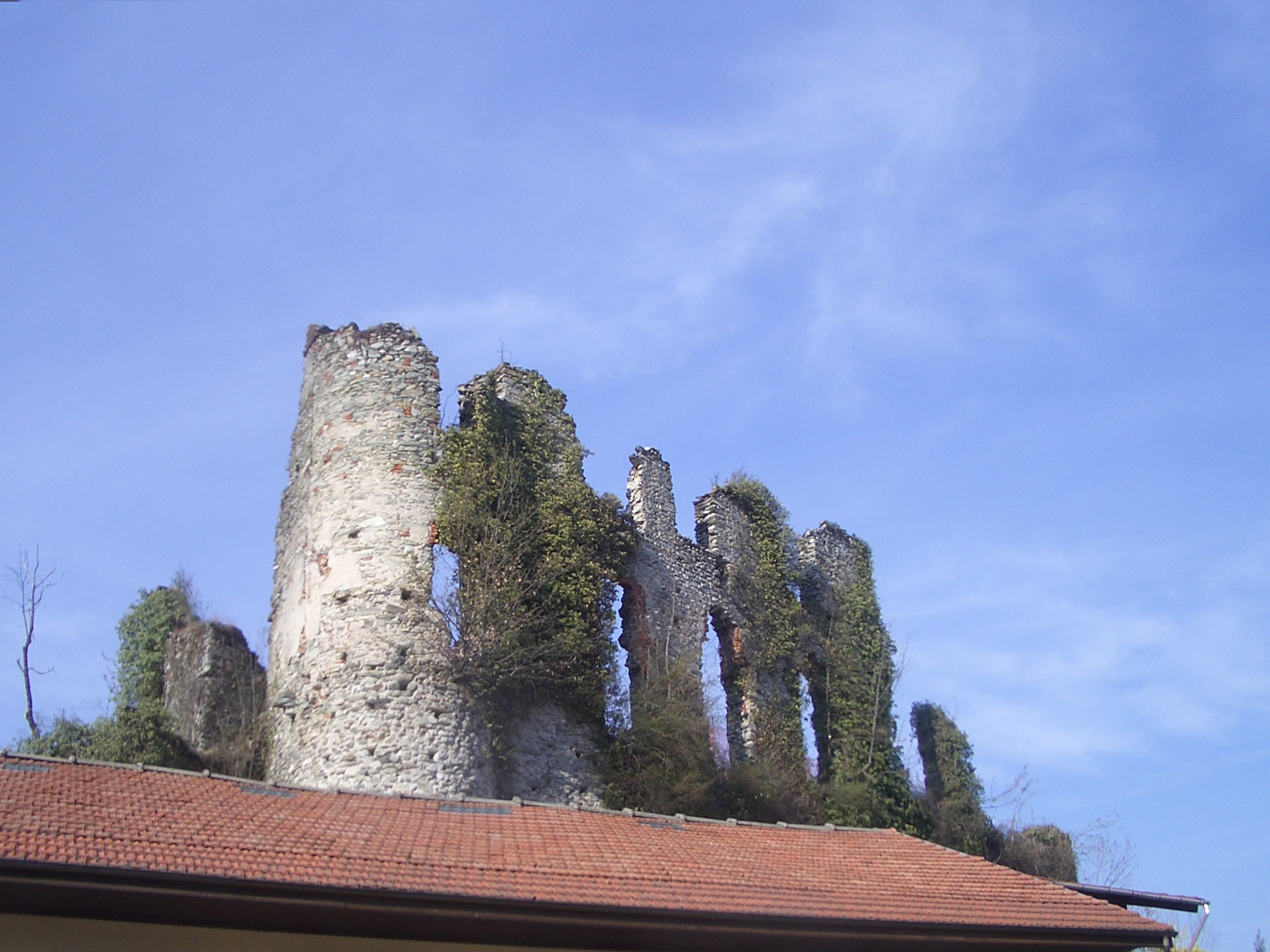
I ruderi dell'antico castello

## Storia
Nel 1924 si verificò un gravissimo incidente nella fabbrica di fiammiferi Phos.

## Monumenti e luoghi di interesse

### Architetture civili

#### Ruderi del castello
La storia del Castello, di cui ancora oggi si conservano i suggestivi ruderi delle antiche mura, si può riassumere in alcune date fondamentali
- Prima del Mille: i primi Signori di Rocca pare fossero Longobardi, discendenti di Autari
- Dopo il Mille: Rocca fece parte della Marca d'Ivrea, di cui era uno dei baluardi difensivi: il Malone costituiva il confine fra la Marca d'Ivrea e la Marca di Susa. Successivamente i Signori di questi luoghi appartennero ad un ramo cadetto dei primi conti del Canavese, dei quali furono vassalli. Più tardi passò sotto il dominio dei conti di Biandrate, che si erano uniti ai conti di Valperga, mediante matrimoni.
- XII – XIII secolo: verso la metà del XII secolo il Marchese del Monferrato invase le terre canavesane e perciò i Conti del Canavese per difendersi strinsero un'alleanza con i signori al di là dell'Orco e al di qua del Malone, dando vita alla Confederazione detta De Canapicio, che nel 1252 si ruppe in due tronconi: i Valperghiani, che si dichiararono Ghibellini, alleati ai Marchesi del Monferrato e dei conti di Biandrate (signori anche di Rocca), mentre i San Martino si dichiararono Guelfi, alleati ai conti di Savoia ed ai Principi d'Acaja.
- 1307: dopo una lunga guerra che terminò nel 1294, si stipulò un trattato di pace ed il 5 novembre 1295 diventò Signore della Rocca Amedeo Cavalieri che ebbe, in cambio di altri feudi, quelli di Corio, Grosso e Rocca. I successori di Amedeo nel 1307 fecero donazione del castello di Rocca al Principe Filippo di Savoia d'Acaja ed in cambio ricevettero un'infeudazione dei territori di Rocca, Corio e Levone, che governarono fino al 1309, quando a causa di un litigio il Principe d'Acaja espugnò il castello con le armi e nominò castellano Giorgio Provana.
- 1552: ancora una volta il castello venne gravemente danneggiato dai francesi e distrutto
- 1631: il castello venne riedificato in posizione sottostante al primo e più tardi passò sotto il dominio dei Savoia.
- XVIII secolo: dopo varie incursioni, il castello venne nuovamente distrutto e non più ricostruito. Al momento rimangono soltanto i muri perimetrali

### Architetture religiose

#### Chiesa Parrocchiale Assunzione di Maria Vergine

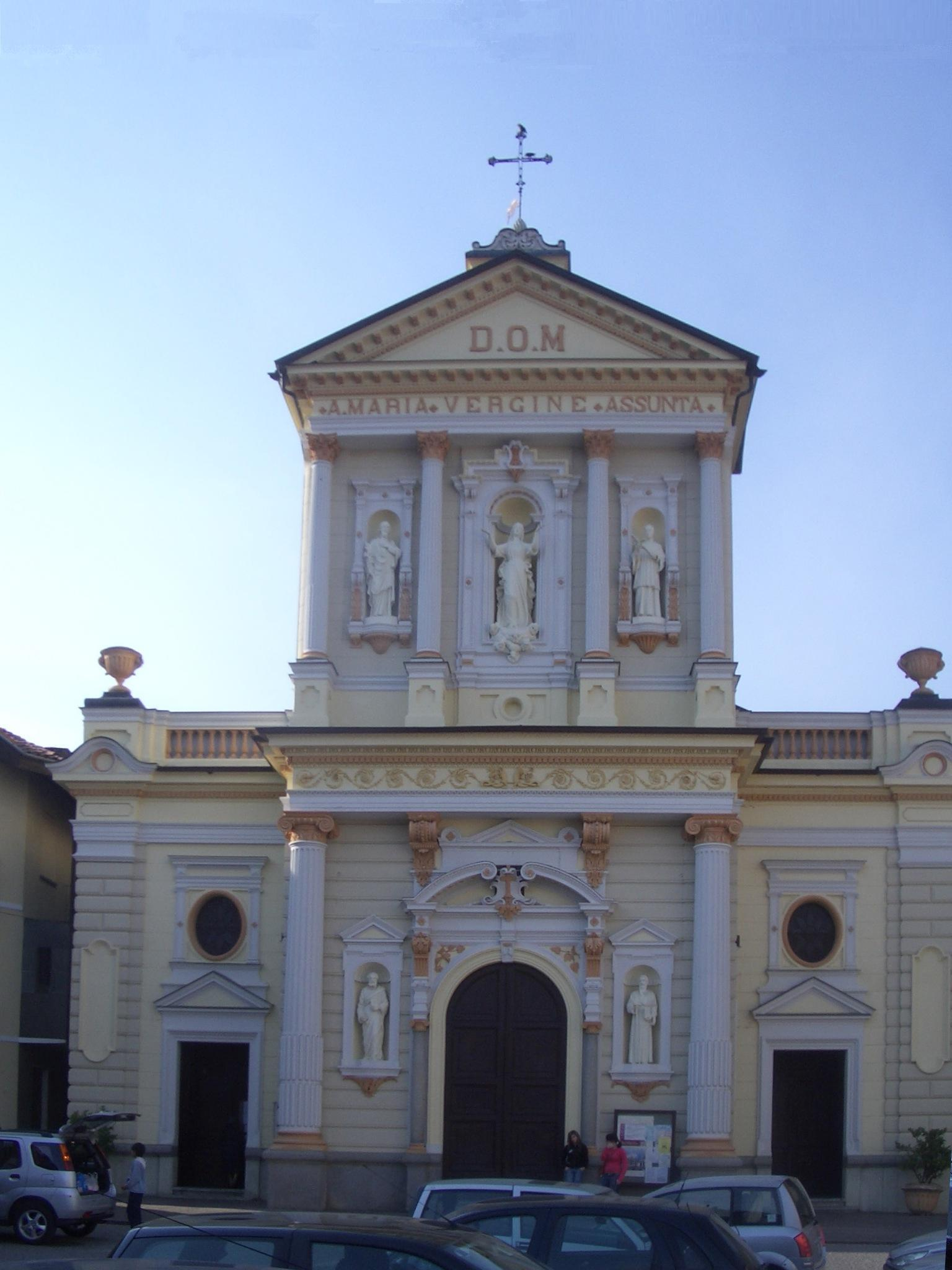
La chiesa parrocchiale nel 2008

La sacralità di questo sito ha origini molto antiche: era infatti sede di un monastero femminile fondato nel 1109 da Almeo di Barbania, dedicato a Santa Maria di Lucedio la cui festa viene solennizzata il 15 agosto, giorno dell'Assunzione. Utilizzando le pietre dell'antico castello, negli anni attorno al 1660, venne iniziata l'edificazione dell'attuale Chiesa parrocchiale, dedicata all'Assunzione di Maria Vergine. La costruzione, esternamente presenta una facciata in stile neo-classico a due ordini, con la presenza di cinque nicchie contenenti le statue dell’Assunta, San Pietro, San Paolo, San Giuseppe e San Luigi. L'interno è composto da tre navate e da una cupola, sotto la quale vi è l'altare maggiore, sormontato da un imponente crocifisso. Nella navata laterale di destra, è conservato un antico tabernacolo ligneo barocco, decorato con volti di angeli imbronciati e sulla porticina, è scolpito il S.Sacramento; questo tabernacolo è probabilmente l'unica testimonianza rimasta dell'antica Parrocchiale. Una grande statua della Vergine veglia sui fedeli, ed è lei che sfila per le vie del paese nella festa patronale il 15 agosto. Inoltre la chiesa parrocchiale possiede uno storico organo a canne costruito da Carlo Vegezzi Bossi nel 1913. Esso possiede due manuali ed una ventina di registri.

#### Chiesa sconsacrata della Confraternita di Santa Croce
Nell'antico borgo esiste una cappella medievale di pregevole valore artistico: la Confraternita di Santa Croce, dedicata a San Giovanni Battista. Al suo interno troviamo importanti affreschi che vanno dal XV al XVI secolo. La Chiesa di Santa Croce era un tempo la cappella-oratorio del Castello, antico baluardo difensivo della Valle del Malone. Questa cappella, dopo la scomparsa dell'antica Confraternita di Santa Croce, venne sconsacrata e oggi è usata dal Comune di Rocca per eventi culturali di valore artistico e spirituale. La sua pianta è un quadrangolo irregolare; l'abside quadrata è coperta da una volta gotica a crociera, con quattro vele, su ognuna delle quali sono raffigurati un Evangelista ed un Dottore della Chiesa. Sulla parete di fondo sono rappresentati gli Apostoli, San Giovanni Battista, una Pietà e Dio Padre. Sulle pareti laterali una Madonna del Latte, una Madonna della Misericordia che protegge col suo manto i Flagellanti, e vari Santi, tra i quali Santa Apollonia, San Bernardino, Sant'Antonio e Santa Caterina.
Questa cappella veniva inoltre utilizzata per la sepoltura dei feudatari del paese in epoca medioevale, infatti all'interno si può tuttora notare una botola che porta alle cripte (ormai inagibili).

#### Chiesa della Natività di Maria Vergine e Sant’Alessio
L’antica Chiesa di Sant’Alessio sorge al centro del cimitero di Rocca Canavese. Quest'ultimo è posto su di un verde poggetto che sorveglia il paese. La Chiesa è stata, per qualche tempo, Parrocchiale del paese. L'edificio è stato ampiamente rimaneggiato e della struttura romanica originale non rimangono tracce. La pala d'altare rappresenta la Natività della Vergine Maria tra le Sante Lucia ed Apollonia. Il campanile, antecedente l'XI secolo, è un manufatto arcaico in stile romanico piemontese ancora originale nella sua struttura in pietra, con archetti pensili e bifore sostenute da colonnine con capitelli a stampella. La Chiesa è oggi appartenente al Comune di Rocca Canavese.

#### Cappella della Madonna della Neve

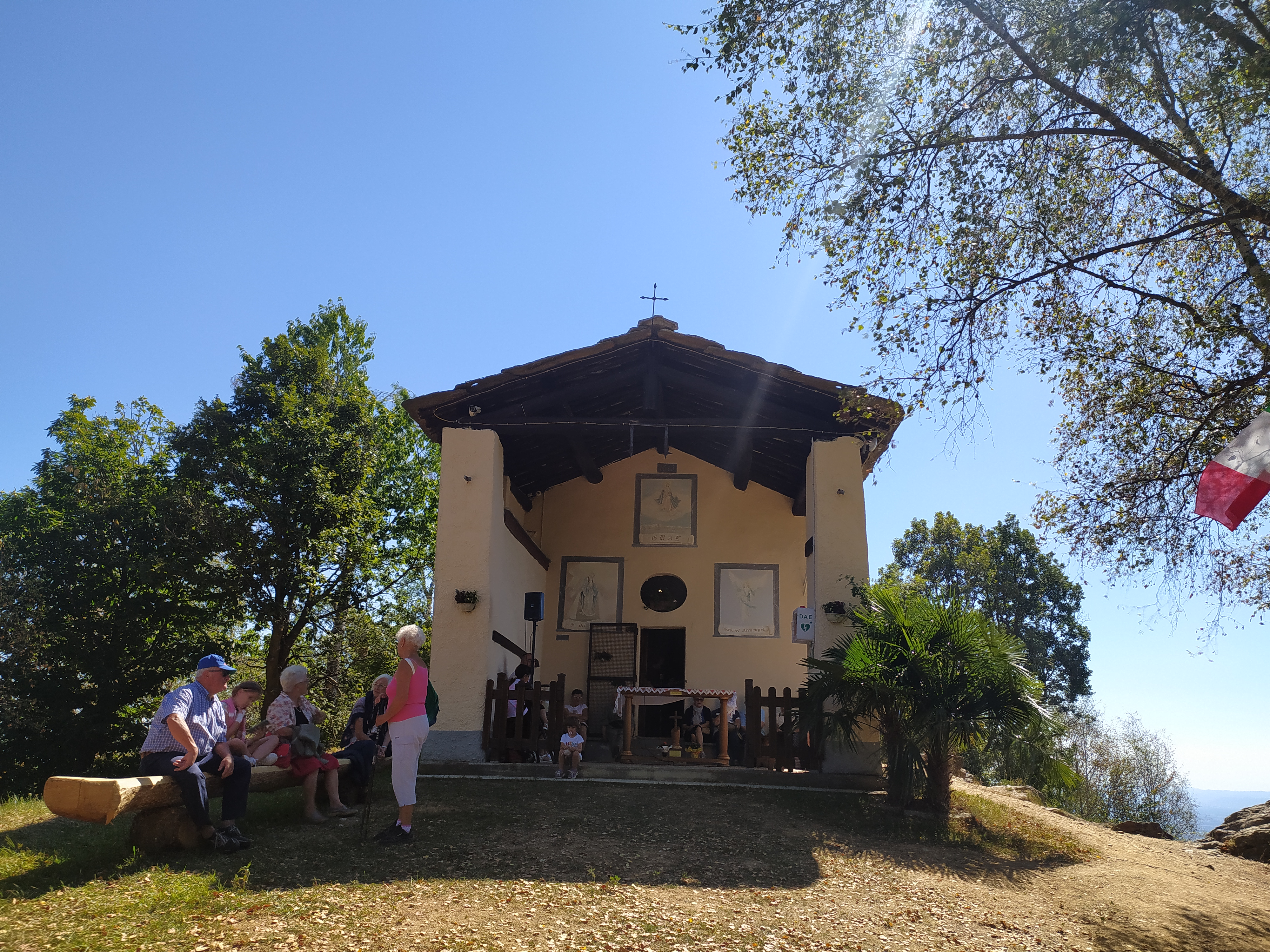
Cappella della Madonna della Neve

Al culmine del monte Sepegna è stata edificata nel 1673, a seguito di una terribile epidemia di peste, una chiesetta bianca dedicata alla Madonna della Neve, di proprietà dei Comuni di Rocca, Levone e Forno Canavese. Il santuario viene assiduamente frequentato dai cittadini ed è considerato tema fortemente caratterizzante per la comunità locale.
La Madonna della Neve è meta suggestiva per chi voglia salire a piedi o in bicicletta in mezzo al verde ed osservare un magnifico panorama del Canavese. Il primo martedì di agosto le genti dei tre paesi si riuniscono per venerare la Vergine e festeggiano insieme.

#### Le altre Cappelle Campestri
- Cappella di Sant'Antonio, borgata Verna
- Cappella della Madonna Annunziata, borgata Montiglio
- Cappella di San Giacomo, frazione San Giacomo
- Cappella di San Giovanni, borgata Vallossera
- Cappella di San Grato, frazione Remondato
- Cappella di San Luigi, frazione Vauda di Rocca
- Cappella di San Sebastiano, ingresso paese
- Cappella di San Rocco, confinante con il comune di Corio

Vi sono poi due Cappelle private:
- Cappella dei Santi Pietro e Paolo
- Cappella di San Rocco

## Società

### Evoluzione demografica
Abitanti censiti

## Amministrazione
Di seguito è presentata una tabella relativa alle amministrazioni che si sono succedute in questo comune.
| Periodo        | Periodo        | Primo cittadino          | Partito                    | Carica  | Note  |
| -------------- | -------------- | ------------------------ | -------------------------- | ------- | ----- |
| 12 giugno 1985 | 25 maggio 1990 | Francesco Bertetto       | Partito Comunista Italiano | Sindaco | [ 5 ] |
| 25 maggio 1990 | 24 aprile 1995 | Giovanni Lajolo          | Democrazia Cristiana       | Sindaco | [ 5 ] |
| 24 aprile 1995 | 14 giugno 1999 | Francesco Bertetto       | -                          | Sindaco | [ 5 ] |
| 14 giugno 1999 | 14 giugno 2004 | Giovanni Domenico Lajolo | centro-destra              | Sindaco | [ 5 ] |
| 14 giugno 2004 | 8 giugno 2009  | Giovanni Lajolo          | centro-destra              | Sindaco | [ 5 ] |
| 8 giugno 2009  | 26 maggio 2014 | Fabrizio Bertetto        | lista civica La roca       | Sindaco | [ 5 ] |
| 26 maggio 2014 | 26 maggio 2019 | Fabrizio Bertetto        | lista civica La roca       | Sindaco | [ 5 ] |
| 27 maggio 2019 | in carica      | Alessandro Lajolo        | lista civica del Monumento | Sindaco |       |

### Altre informazioni amministrative
Il comune di Rocca Canavese faceva parte della Comunità montana Alto Canavese.